# Jour
Pour les articles homonymes, voir Jour (homonymie) et Les Jours.

Les moments de la journée.

Le jour ou la journée est l'intervalle de temps qui sépare le lever du coucher du Soleil. Le matin, le plein jour est précédé par l'aube (aussi appelée « petit jour »), puis par l'aurore à la lumière plus vive. Le soir, il laisse place au crépuscule. Son début (par rapport à minuit heure locale) et sa durée dépendent de l'époque de l'année et de la latitude ; ainsi, le jour peut durer six mois aux pôles terrestres.
Par extension, le jour ou la journée correspond à une rotation complète de la Terre sur elle-même par rapport à un point géographique donné, soit l'ensemble d'un jour, d'un crépuscule, d'une nuit et d'une aube consécutifs. Les jours sont traditionnellement regroupés en semaines et portent en français les noms lundi, mardi, mercredi, jeudi, vendredi, samedi et dimanche.
Enfin, le jour est aussi le nom de l'intervalle qui sépare un moment de son lendemain à la même heure au même endroit, par exemple entre le 1er janvier à 13 h et le 2 janvier à 13 h la même année. On parlera parfois dans ce cas de jour courant ou journée glissante.

## Étymologie
Du substantif latin diurnum, synonyme de dies, « jour » à la basse époque, attesté au Ier siècle aux sens de « ration, salaire journaliers » et de « registre où sont consignés les actes du peuple et du Sénat ; registre de comptes ». C'est une substantivation de l'adjectif diurnus « journalier, quotidien ». Le mot latin est lui-même issu de la racine indo-européenne *dei- qui signifie « briller » et qui a donné le sanskrit द्याउः (dyāuḥ), « ciel lumineux » des divinités, puis le latin diēs.
La racine indo-européenne se retrouve dans les noms de Zeus et des Dioscures, tandis que la racine latine se retrouve dans l'ancien provençal jorn, l'italien giorno, le catalan jorn; du latin classique dies, « jour de 24 heures; jour (opposé à la nuit) », viennent l'ancien français di, l'ancien provençal dia, di, le catalan dia, l'italien dia, di. L'ancien français di se maintient dans le mot « midi » et les noms des jours (« lundi, mardi », etc.).

## Science

### Unité de temps
Le jour est aussi une unité de temps qui, bien qu'en dehors du Système international (SI), est en usage avec lui. Il vaut exactement 86 400 secondes et son symbole est « d » (du latin dies, mais aussi l'initiale du mot anglais day). L'abréviation francophone « j » est néanmoins fréquemment utilisée.
Selon les pays, un jour est divisé en 24 heures, de zéro heure à minuit ou en deux fois douze heures. Dans ce dernier cas, il faut alors préciser s'il s'agit d'une heure du matin (am pour ante meridiem en latin) ou de l'après-midi (pm pour post meridiem en latin).
En France, on est passé de 2 fois 12 heures à 1 fois 24 heures le 1er juin 1912.

### Jour solaire
Le jour solaire est le temps que semble mettre le Soleil pour faire un tour autour de la Terre. Autrement dit, le jour solaire est le temps séparant deux passages consécutifs du Soleil au méridien d'un lieu. Cette durée combine la rotation de la Terre sur elle-même (jour stellaire ou jour sidéral) et le déplacement de la Terre sur son orbite dans sa révolution autour du Soleil.
La durée moyenne du jour solaire est de 86 400 s (exactement, du moins tant que la seconde était définie comme un 86 400e du jour solaire moyen) mais la durée d'un jour solaire varie tout au long de l'année, du fait que la trajectoire de la Terre autour du Soleil n'est pas circulaire mais légèrement elliptique. Ainsi, aux alentours du 16 septembre, la durée d'un jour solaire est minimale à environ 86 379 s (23 h 59 min 39 s) ; alors qu'aux alentours du 22 décembre, elle atteint un maximum à environ 86 430 s (24 h 0 min 30 s)[réf. nécessaire].

### Variation de long terme
À cause des effets gravitationnels de la Lune sur la Terre, du transfert et de la dissipation d'énergie que constituent les marées, la vitesse de rotation de la Terre sur elle-même diminue progressivement. La durée du jour augmente donc, au rythme d'environ deux millisecondes par siècle. De ce fait, la journée étant plus courte dans le passé, il y a 100 millions d'années, une année comptabilisait 380 jours au lieu de 365. La Lune s'éloignant de la Terre, cet effet d'allongement des jours est de moins en moins rapide[réf. souhaitée][pas clair] car la force exercée par la Lune sur la Terre est inversement proportionnelle au carré de la distance qui les sépare.
L'évolution de la durée du jour au cours des époques géologiques a été vérifiée expérimentalement en comptant les cercles de croissance des coraux fossiles. Les coraux ont une croissance liée à l'éclairement diurne : selon que le jour est plus ou moins long, le sillon est plus ou moins large ; la périodicité étant annuelle, il est possible de déterminer le nombre de jours par an aux époques géologiques.
| Date                    | Période géologique | Nombre de jours par an | Durée du jour           |
| Présent                 | Actuelle           | 365                    | 24 heures               |
| - 100 millions d'années | Crétacé            | 380                    | 23 heures et 20 minutes |
| - 200 millions d'années | Trias              | 390                    | 22 heures et 40 minutes |
| - 300 millions d'années | Carbonifère        | 400                    | 22 heures               |
| - 400 millions d'années | Dévonien           | 410                    | 21 heures et 20 minutes |
| - 500 millions d'années | Cambrien           | 425                    | 20 heures et 40 minutes |

## Calendrier

### Jour concurrent
En astronomie, le mot concurrent est donné aux jours qu'il faut ajouter aux 52 semaines pour faire correspondre l'année civile avec l'année solaire,. 

Les années communes sont composées de 52 semaines et un jour, les années bissextiles à 52 semaines et 2 jours. Ce jour ou ces deux jours sont appelés concurrents parce qu'ils concourent avec le cycle solaire et qu'ils en suivent le cours. 

La 1re année on ajoute 1 jour, la 2e 2, la 3e 3, la 4e 4, la 5e 5, la 6e 7, la 7e 1, la 8e 2, la 9e 4 au lieu de 3 parce que c'est une année bissextile. Après 7, on revient à 1 parce qu'il n'y a que 7 concurrents, autant que de jours de la semaine. Quand il y a une année bissextile on ajoute 2 à l'année précédente au lieu de 1.[incompréhensible]
Chaque jour concurrent est associé à une lettre dominicale : A, B, C, D, E, F, et G. 

Le concurrent 1 correspond à la lettre dominicale F

Le concurrent 2 correspond à la lettre dominicale E

Le concurrent 3 correspond à la lettre dominicale D

Le concurrent 4 correspond à la lettre dominicale C

Le concurrent 5 correspond à la lettre dominicale B

Le concurrent 6 correspond à la lettre dominicale A

Le concurrent 7 correspond à la lettre dominicale G

Dans le calendrier Julien, les concurrents sont parfois appelés epacta solis ou epacta majoris pour les distinguer des épactes de la lune ou plus simplement épacte.
M. de Marca a écrit : « L'usage des concurrents fut introduit pour trouver par leur moyen et des réguliers des calendes de chaque mois, le propre jour de la semaine, ce que les chrétiens inventèrent dès le temps du concile de Nicée, pour savoir déterminément le jour de Pâques, lequel devant être célébré le dimanche en l'honneur de la Résurrection, et non le vendredi... il était nécessaire d'inventer un ordre perpétuel pour indiquer avec assurance la première série. En Occident, on y a pourvu fort aisément par le moyen des lettres dominicales, ainsi que Bède l'a expliqué il y a plus de mille ans. Mais les chrétiens orientaux qui n'ont point la méthode des lettres alphabétiques pour marquer les sept jours de la semaine, sont obligés d'avoir recours à un moyen plus subtil, qui est celui des concurrents et des réguliers. »

## Architecture
En architecture et construction le jour désigne toute ouverture faite dans un mur ou dans un comble pour éclairer les différentes parties d'un bâtiment; c'est aussi ce qu'on nomme baie; Un jour droit - Le jour d'une fenêtre à hauteur d'appui; Le faux-jour: Fenêtre percée dans une cloison pour éclairer un passage de dégagement, un petit escalier, une garde robe qui ne peut tirer du jour d'ailleurs; Le jour aplomb - Celui qui vient directement par en haut; Le jour d'escalier - Le vide ou l'espace carré ou rond qui resta entre les limons droits ou rampants.
Le jour désigne d'autre part la lumière produite par une ouverture, dans un mur par exemple. Une Fenêtre ou « croisée » désigne une ouverture pratiquée pour recevoir un châssis de verre et donner du jour et de l'air à une pièce d'appartement. À claire-voie se dit de tout ouvrage de charpente, de menuiserie ou d'osier, dont les pièces laissent du jour entre elles. Porte à claire-voie, cloison à claire-voie, etc.

## Droit

### Militaire
Au XVIIIe siècle, le terme signifie bataille ou combat : ainsi l'on dit, la journée de Parme, la journée de Guastalla.

### Travail
La journée de travail correspond au travail d'une personne pendant un jour. De là les expressions « travail à la journée », « louer des gens à la journée », « perdre sa journée ».
Au XVIIIe siècle, en termes d'architecture et de construction, « il y a de trois sortes de journées :
- la journée de l'Entrepreneur, qui ne regarde que la peine et fatigue des ouvriers qu'il emploie.
- la journée bourgeoise, qui s'entend de l'ouvrage sous la conduite d'un homme de la part du Bourgeois sans Entrepreneur
- la journée du Roi, qui est pour les ouvrages extraordinaires qui ne se peuvent Apprécier, à cause de leurs changements, comme les modèles d'architecture, de peinture et de sculpture.

La journée des Ouvriers est ordinairement depuis cinq heures du matin jusqu'à sept du soir ».
La journée de 8 heures, ou revendication à travailler au maximum 8 heures par jour, est une revendication historique du mouvement ouvrier dans tous les pays.

### Jour franc
En droit, un jour franc est une durée de vingt-quatre heures débutant à partir de zéro heure. Le délai ne court qu'à partir de la fin du jour de référence.
Par exemple, l'article L. 121-20 du code de la consommation prévoit que, lors d'une prestation de vente à distance, « le consommateur dispose d'un délai de sept jours francs pour exercer son droit de rétractation ». S'il reçoit les biens commandés un mardi, il pourra donc exercer son droit de rétractation jusqu'au mardi suivant au soir.